# Kaoru Kadohara
Kaoru Kadohara (門原 かおる Kadohara Kaoru?,  nacido el 25 de mayo de 1970) es una exfutbolista japonesa que jugaba como centrocampista.
Kadohara jugó 12 veces para la selección femenina de fútbol de Japón entre 1993 y 1996. Kadohara fue elegida para integrar la selección nacional de Japón para los Copa Mundial Femenina de Fútbol de 1995 y Juegos Olímpicos de Verano de 1996.

## Trayectoria

### Clubes
| Club                                  | País  | Año  |
| ------------------------------------- | ----- | ---- |
| Matsushita Electric Panasonic Bambina | Japón | ???? |

### Selección nacional
| Selección | País  | Año         |
| --------- | ----- | ----------- |
| Absoluta  | Japón | 1993 - 1996 |

## Estadística de equipo nacional
| Selección femenina de fútbol de Japón | Selección femenina de fútbol de Japón | Selección femenina de fútbol de Japón |
| Año                                   | Partidos                              | Goles                                 |
| ------------------------------------- | ------------------------------------- | ------------------------------------- |
| 1993                                  | 4                                     | 1                                     |
| 1994                                  | 2                                     | 0                                     |
| 1995                                  | 2                                     | 0                                     |
| 1996                                  | 4                                     | 0                                     |
| Total                                 | 12                                    | 1                                     |